# Pharpa simulatrix
Pharpa simulatrix är en stekelart som först beskrevs av Cameron 1887.  Pharpa simulatrix ingår i släktet Pharpa och familjen bracksteklar. Inga underarter finns listade i Catalogue of Life.